# Veeblue
Veeblue es una variedad cultivar de ciruelo (Prunus domestica), de las denominadas ciruelas europeas.
Una variedad de ciruela criada por G.H. Dickson en 1933 en la « "Horticultural Research Institute of Ontario" », Vineland Station, Canadá, mediante el cruce de las variedades 'Imperial Epineuse' x 'President'.
Las frutas son de tamaño grande, tiene una piel color azul oscuro a azul violeta recubierta de abundante pruina, fina, violácea, y  una pulpa de color verde amarillento, medianamente firme a firme, medianamente jugosa, de sabor dulce, dulce a muy dulce cuando está completamente madura, muy aromática, muy buena a excelente. Tolera las zonas de rusticidad según el departamento USDA, de nivel 5a.

## Historia
'Veeblue' variedad de ciruela europea que fue obtenida por G.H. Dickson en 1933 en la « "Horticultural Research Institute of Ontario" », Vineland Station, Canadá, por el cruce de 'Imperial Epineuse' como Parental Madre x el polen de 'President' como Parental Padre. Seleccionada en 1938 por G. Tehrani y G.H. Dickson, distribuida y probada con el nº de selección "V33028".
'Veeblue' está cultivada en diversos bancos de germoplasma de cultivos vivos, tales como en National Fruit Collection (Colección Nacional de Fruta) de Reino Unido con el número de accesión: 1984-066 y Nombre Accesión : Veeblue.

## Características
'Veeblue' árbol de porte pequeño crece de moderado a exuberante, el hábito se forma erecto a semi-erecto, luego a extendido. La hoja es de color verde oblongo, medio a muy brillante. Normalmente su fertilidad es temprana a medianamente temprana, grande a muy grande, regular. Mejora su producción mediante polinización con otras variedades siendo las preferentes ‘Bluefre’, ‘California Blue’,
‘Iroquois’, ‘Italian’, ‘Stanley’, ‘Valor’, ‘Verity’, y 'Vision'. Flor blanca, que tiene un tiempo de floración que comienza a partir del 28 de marzo con el 10% de floración, para el 31 de marzo tiene una floración completa (80%), y para el 14 de abril tiene un 90% de caída de pétalos.
'Veeblue' tiene una talla de tamaño grande a muy grande de forma ovalada ligeramente asimétrica, con peso promedio de 62.20 g;epidermis tiene una piel color azul oscuro a azul violeta recubierta de abundante pruina, fina, violácea; sutura con línea poco visible, de color algo más oscuro que el fruto. Situada en una depresión muy suave, algo más acentuada junto a cavidad peduncular; pedúnculo de longitud mediano, fuerte, con una longitud promedio de 11.04 mm, leñoso, con escudete muy marcado, muy pubescente, con la cavidad del pedúnculo estrecha, poco profunda, rebajada en la sutura y más levemente en el lado opuesto; pulpa de color amarillo verdoso es suave y jugosa. Puede haber inclusiones de resina en la pulpa. Los frutos tienen un alto contenido de azúcar y ácido.
Hueso no adherente, grande, alargado, asimétrico, con el surco dorsal muy ancho y profundo, los laterales más superficiales, zona ventral poco sobresaliente, superficie rugosa.
Su tiempo de recogida de cosecha se inicia en su maduración a principios de septiembre, son grandes y ovalados. La producción es temprana y regular.

## Usos
Se usa comúnmente como postre fresco de mesa buena ciruela de postre de fines de verano.
También se usa por su alto contenido de azúcar lo convierte en una excelente opción para enlatar y secar.

## Características y precauciones
La fertilidad es muy alta, pero el árbol a menudo fructifica en racimos, lo que, junto con la piel delgada de la fruta, provoca una propagación bastante significativa de la pudrición de monilia. Es necesario llevar a cabo una protección química, o al menos eliminar regularmente las frutas podridas de los racimos.